# 織田信邦
織田 信邦（おだ のぶくに）は、江戸時代中期の大名。上野国小幡藩7代藩主。官位は従五位下・美濃守。

## 生涯
高家旗本・織田信栄の四男として誕生した。
明和元年（1764年）7月29日、先代藩主・織田信富の末期養子として家督を相続し、信富の養女・呉姫を正室に迎えた。同年8月15日、10代将軍・徳川家治に御目見し、11月13日従五位下美濃守に叙任された。明和2年（1765年）6月15日、藩主として初めて国入りを許される。
藩主となった信邦は吉田玄蕃を家老として登用し、藩政改革と財政再建を目指した。玄蕃は幕政に批判的であった学者の山県大弐の門弟であり、そのほかの藩士にも門弟が多くいたが、明和3年（1766年）、大弐が江戸城の攻防について兵学を論じたことから陰謀を企てていると訴えられ、翌年処刑された（明和事件）。玄蕃と対立関係にあった用人の松原郡太夫らは、「玄蕃が大弐と謀反の疑いを企てている」と信邦に讒訴、失脚をはかった。信邦は幕府に相談することなく、藩の独断で吉田らを処分し、事件の収拾を図った。しかし、幕府は信邦及びその家老らの対応は不適切として処分を決めた。明和4年（1767年）8月21日、幕府は信邦に蟄居を命じ、実弟の信浮に家督を相続させた。同時に国主格の接遇を廃し、出羽国高畠藩に懲罰的な移封を命じた。鍛冶橋門内の江戸上屋敷も没収された。家老の津田頼母・用人の津田庄蔵・年寄の柘源四郎は重追放、松原郡太夫らは追放になった。
天明3年（1783年）7月8日、死去。享年39。

## 系譜
『御代々様・御連枝様方御事跡』によれば、信邦の正室呉姫は織田信右の長女で、最初に信乗、次いで信富の養女になったという。
父母
- 織田信栄（実父）
- 織田信富（養父）

正室
- 呉姫 ー 織田信右の娘、織田信乗の養女、織田信富の養女

子女
- 織田信易
- 満姫

養子
- 織田信浮 ー 実弟